# Chéripeau
Chéripeau, ou Cheripeau, est une ancienne commune française du département de la Mayenne et la région Pays de la Loire, intégrée à la commune d'Ampoigné entre 1795 et 1800.

## Géographie
Ce village est situé dans le sud-Mayenne.

## Histoire
En 1450, la ferme et le village de Chéripeau formaient un immense domaine situé à 2 500 m du bourg d'Ampoigné. Le village possédait une chapelle et cave de secours. Il ne reste plus rien de cette chapelle qui était dans l'aire du Petit-Domaine ; par contre, le presbytère est toujours occupé par le fermier. L'institution et fondation de la cure de Chéripeau furent reconnues le 24 juin 1685. D'après cette institution, le recteur de Chéripeau devait, le jour de la saint Jean, conduire ou faire conduire par son vicaire, ses paroissiens de l'église de Chéripeau à celle d'Ampoigné pour y aider à chanter la grand'messe. Un arrêté du 8 août 1792 supprimait la paroisse de Chéripeau et l'unissait à celle de Mée. L'administration révolutionnaire l'élève cependant en commune qui est finalement intégrée à celle d'Ampoigné entre 1795 et 1800.

## Monuments et lieux touristiques
- Grange seigneuriale de Chéripeau